# Трестенка (приток Мологи)
Трестенка — река в России, протекает в Бежецком районе Тверской области. Исток — у деревни Клеймиха. Устье реки находится в 416 км по правому берегу реки Мологи. Длина реки составляет 13 км.
В 15 км к юго-западу от истока находится исток одноимённой реки, притока Тихвинки. На берегу Трестенки есть деревня Трестенка (Лихославльский район).

## Данные водного реестра
В государственном водном реестре России относится к Верхневолжскому бассейновому округу, водохозяйственный участок реки — Молога от истока и до устья, речной подбассейн реки — Реки бассейна Рыбинского водохранилища. Речной бассейн реки — (Верхняя) Волга до Куйбышевского водохранилища (без бассейна Оки).
По данным геоинформационной системы водохозяйственного районирования территории РФ, подготовленной Федеральным агентством водных ресурсов:
- Код водного объекта в государственном водном реестре — 08010200112110000005279
- Код по гидрологической изученности (ГИ) — 110000527
- Код бассейна — 08.01.02.001
- Номер тома по ГИ — 10
- Выпуск по ГИ — 0